# Lechytia yulongensis
Espèce
Lechytia yulongensis est une espèce de pseudoscorpions de la famille des Lechytiidae.

## Distribution
Cette espèce est endémique du Yunnan en Chine. Elle se rencontre dans le xian de Yulong.

## Description
Les mâles mesurent de 1,38 à 1,44 mm.
La femelle décrite par Sun, Guo et Zhang en 2024 mesure 1,59 mm.

## Systématique et taxinomie
Cette espèce a été décrite par Zhang et Zhang en 2014.

## Étymologie
Son nom d'espèce, composé de yulong et du suffixe latin -ensis, « qui vit dans, qui habite », lui a été donné en référence au lieu de sa découverte, le xian de Yulong.

## Publication originale
- Zhang & Zhang, 2014 : « First report of the family Lechytiidae (Arachnida: Pseudoscorpiones) from China, with the description of a new species. » Acta zoologica Academiae Scientiarum Hungaricae, vol. 60, no 3, p. 217-225.